# 10 septembrie
ianuarie • februarie • martie  • aprilie  • mai  • iunie  • iulie  • august  • septembrie  • octombrie  • noiembrie  • decembrie
10 septembrie este a 253-a zi a calendarului gregorian și a 254-a zi în anii bisecți. Mai sunt 112 zile până la sfârșitul anului

## Evenimente

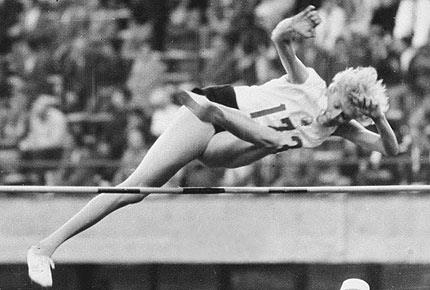
1960: La Jocurile Olimpice de la Roma, Iolanda Balaș, supranumită de gazde la grande bionda, a sărit 1,85 metri și a câștigat medalia olimpică de aur la o diferență de 14 cm față de următoarea clasată.

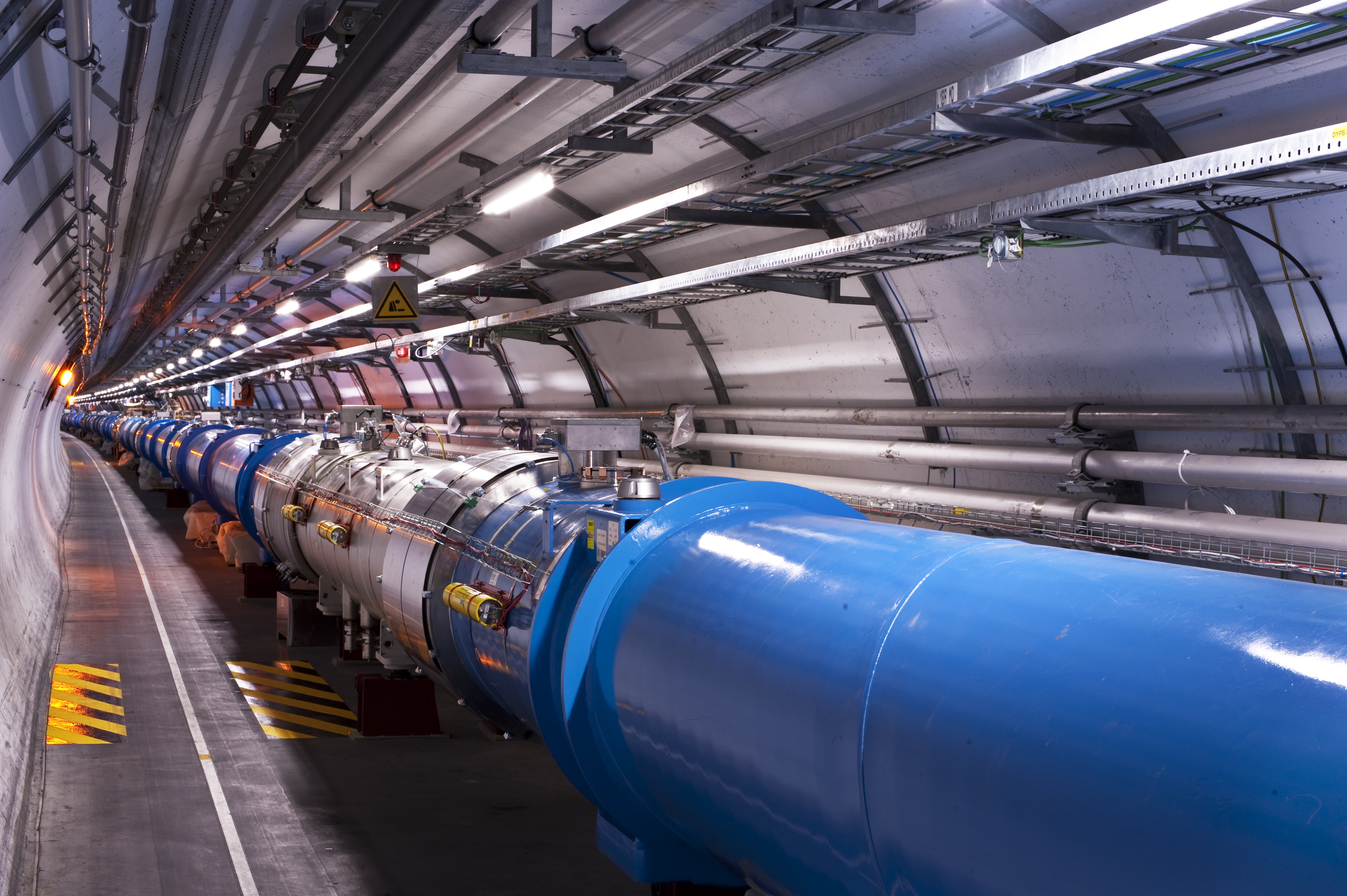
2008: Acceleratorul de particule Large Hadron Collider a fost pus în funcțiune la Geneva, Elveția.

- 1419: Asasinarea ducelui de Burgundia Ioan cel Neînfricat pe podul Montereau-Fault-Yonne, de adepții delfinului Carol al VII-lea al Franței, a subminat încercările de împăcare în Războiul civil francez. Ducatul Burgundia s-a aliat cu Anglia.
- 1776: Nathan Hale, considerat primul spion american, căpitan în armata revoluționară, se oferă voluntar pentru o acțiune de spionaj contra englezilor.
- 1823: Simón Bolívar devine președinte al statului Peru.
- 1898: Împărăteasa Elisabeta a Austriei este asasinată la Geneva de anarhistul italian Luigi Lucheni.
- 1919: Austria a semnat tratatul de la Saint Germain, prin care a recunoscut independența Poloniei, Cehoslovaciei, Iugoslaviei și Ungariei, precum și apartenența Bucovinei la România și a Tirolului de Sud la Italia.
- 1939: Al Doilea Război Mondial: Submarinul australian HMS Oxley este scufundat din greșeală de submarinul britanic HMS Triton în apropiere de Norvegia și devine prima pierdere a Royal Navy.
- 1939: Al Doilea Război Mondial: Canada declară război Germaniei naziste, alăturându-se Aliaților – Franța, Regatul Unit, Noua Zeelandă și Australia.
- 1943: Al Doilea Război Mondial: Forțele germane încep ocuparea Romei.
- 1960: La Jocurile Olimpice de la Roma, Iolanda Balaș, supranumită de gazde la grande bionda, a sărit 1,85 metri și a câștigat medalia olimpică de aur la o diferență de 14 cm față de următoarea clasată. În total România a obținut 10 medalii (3 aur, 1 argint, 6 bronz).
- 1964: Prima audiție, în țară, a poemului simfonic Vox Maris de George Enescu, interpretat de Orchestra Simfonică a Radioteleviziunii Române, dirijată de Iosif Conta.
- 1967: Gibraltarul votează să rămână o dependență britanică în loc să devină parte a Spaniei.
- 1972: Statele Unite suferă prima lor pierdere într-un joc internațional de baschet într-un meci disputat împotriva Uniunii Sovietice la Jocurile Olimpice de vară de la Munchen, Germania (scor 51–50).
- 1974: Guinea-Bissau își câștigă independența față de Portugalia.
- 1977: Hamida Djandoubi, condamnat pentru tortură și crime, este ultima persoana care urmează să fie executată prin ghilotinare în Franța.
- 1989: În urma coliziunii cu un convoi bulgăresc de barje, nava „Mogoșoaia” se scufundă în apropiere de Galați. Catastrofa s-a soldat cu 215 victime.
- 2001: Britanicul Charles Ingram trișează în încercarea sa de a câștiga premiul de un milion de lire sterline la Vrei să fii milionar?. Ca probă împotriva sa la proces s-a arătat că pentru a ajunge la răspunsurile corecte, Ingram s-a folosit de profesorul universitar Whittoc, care tușea pentru a-i da de știre dacă răspunsul e bun sau nu. În 2003 a fost condamnat pentru înșelăciune.
- 2002: Elveția se alătură ONU.
- 2003: România pierde calificarea la Campionatul European dupa un 2-2 cu Danemarca la Copenhaga.
- 2008: Acceleratorul de particule Large Hadron Collider de la CERN a fost pus în funcțiune la Geneva, Elveția.
- 2015: Rămășițe ale unei vechi specii umane (Homo naledi) au fost descoperite într-o peșteră din Africa de Sud din care au fost exhumate osemintele a 15 hominizi. Echipa de cercetători care efectuează săpăturile arheologice a formulat ipoteza că aceste vechi rude îndepărtate ale omului practicau deja rituri funerare.

## Nașteri
- 1487: Papa Iulius al III-lea (d. 1555)
- 1524: Pierre de Ronsard, poet francez (d. 1585)
- 1624: Thomas Sydenham, medic englez, supranumit Hippocrate al englezilor (d. 1689)
- 1638: Maria Tereza a Spaniei, regină a Franței, soția lui Ludovic al XIV-lea al Franței (d. 1683)
- 1649: Bernhard I, Duce de Saxa-Meiningen (d. 1706)
- 1709: Antioh Cantemir, poet de limba rusă, fiul domnitorului Dimitrie Cantemir (d. 1744)

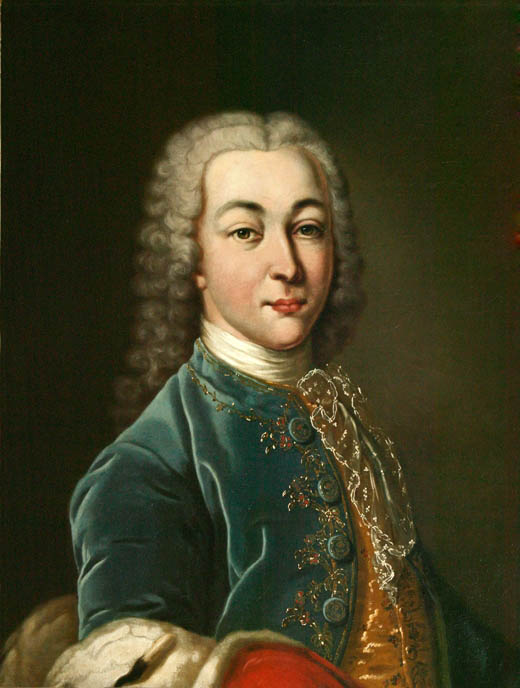
Antioh Cantemir, poet, fiul domnitorului Dimitrie Cantemir
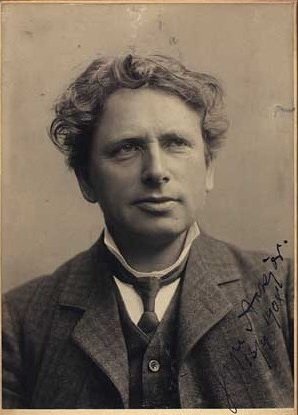
Jeppe Aakjær, scriitor danez
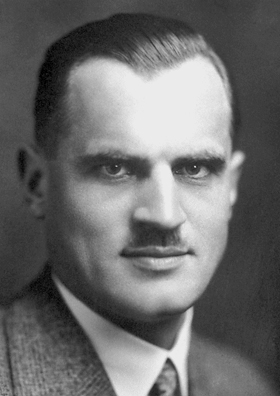
Arthur Holly Compton, fizician american, laureat Nobel

- 1740: Nicolau Tolentino de Almeida, poet portughez (d. 1811)
- 1762: Karl Ludwig, Prinț de Hohenlohe-Langenburg (d. 1825)
- 1810: Simion Balint, revoluționar român (d. 1880)
- 1839: Charles Peirce, filosof american (d. 1914)
- 1866: Jeppe Aakjær, scriitor danez (d. 1930)
- 1876: Marguerite Delorme, pictoriță franceză (d. 1946)
- 1890: Franz Werfel, scriitor austriac (d. 1945)
- 1892: Arthur Holly Compton, fizician american, a descoperit radiațiile Röentgen și Gama, laureat al Premiului Nobel (d. 1962)
- 1907: Tala Birell, actriță română (d. 1958)
- 1912: Vasile Posteucă, poet român care a activat mai mult în exil (d. 1972)
- 1927: Martin Jurchescu, matematician român, membru al Academiei Române (d. 1996)
- 1933: Karl Lagerfeld, creator de modă german (d. 2019)
- 1941: Stephen Jay Gould, paleontolog, biolog evoluționist și istoric al științei american (d. 2002)
- 1944: Cornel Rusu, jucător român de polo de apă
- 1945: José Feliciano, cântăreț portorican
- 1946: Don Powell, basist englez (Slade)
- 1960: Colin Firth, actor britanic, laureat Oscar

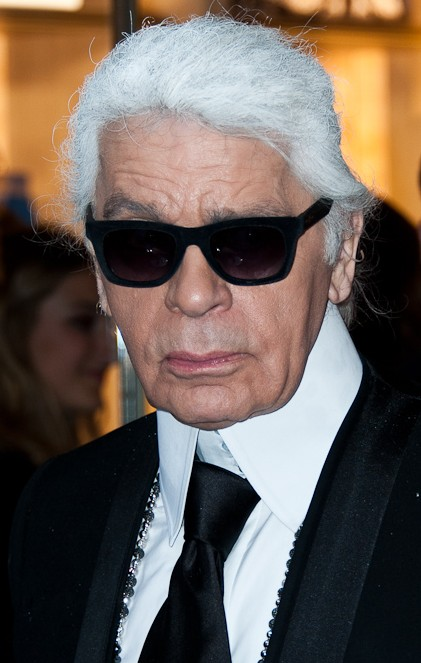
Karl Lagerfeld, creator de modă german
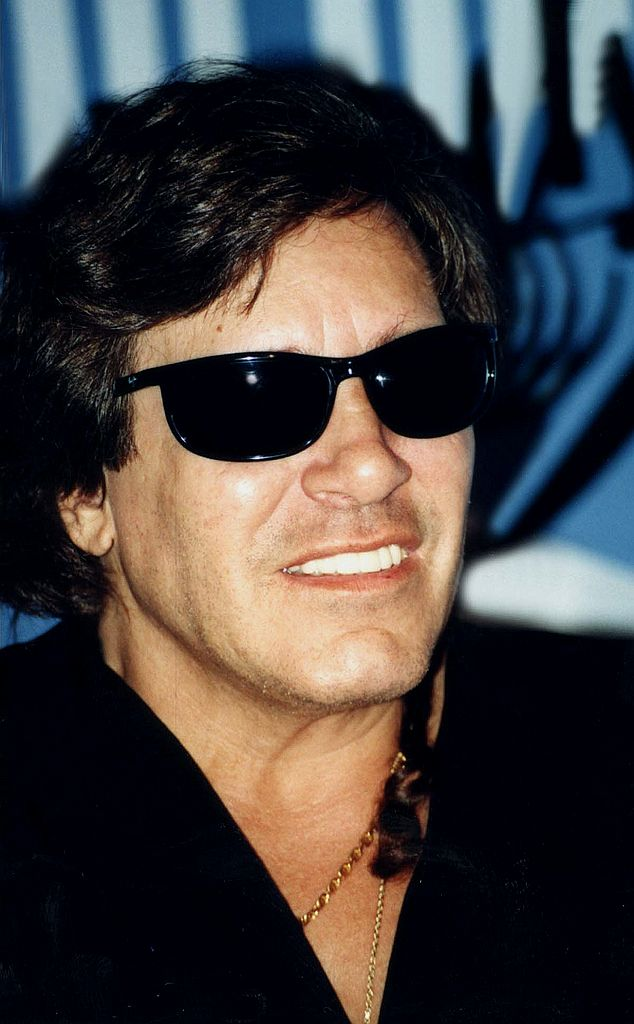
José Feliciano, cântăreț portorican
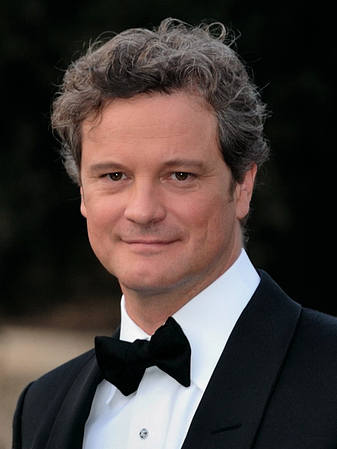
Colin Firth, actor britanic, laureat Oscar

- 1962: Vasile Drăgănel, general-maior de poliție, ministru al afacerilor interne în Guvernul Republicii Moldova
- 1962: Ioan Dumitru Puchianu, politician român
- 1964: Cristian Pațurcă, revoluționar, cântăreț și compozitor român (d. 2011)
- 1968: Guy Ritchie, regizor, scenarist și producător englez
- 1975: Viktor Kassai, arbitru maghiar de fotbal
- 1976: Caddillac (Dragoș-Vlad Neagu), rapper român (B.U.G. Mafia)
- 1976: Gustavo Kuerten, jucător brazilian de tenis
- 1982: Nicoleta Lefter, actriță română
- 1983: Jérémy Toulalan, fotbalist francez
- 1995: Sunny Akani, jucător thailandez de snooker

## Decese
- 0954: Regele Ludovic al IV-lea al Franței (n. 920)
- 0918: Balduin al II-lea de Flandra (n. 865)
- 1167: Împărăteasa Matilda a Angliei (n. 1102)
- 1197: Henric al II-lea, Conte de Champagne (n. 1166)
- 1635: George Buitul, iezuit transilvănean, autorul primei cărți tipărite în limba română cu caractere latine (n. 1589)
- 1669: Henrietta Maria, prințesă a Franței și regină a Angliei, Scoției și Irlandei, soția lui Carol I al Angliei (n. 1609)

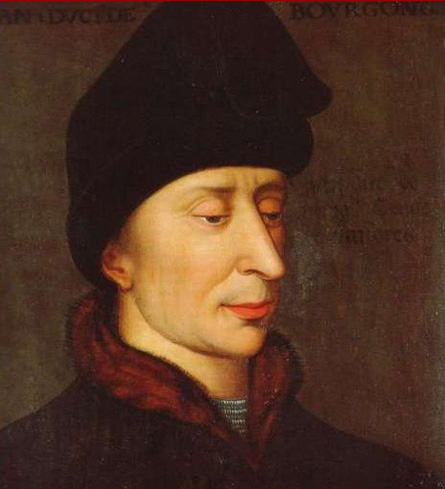
Ioan fără Frică, Duce de Burgundia
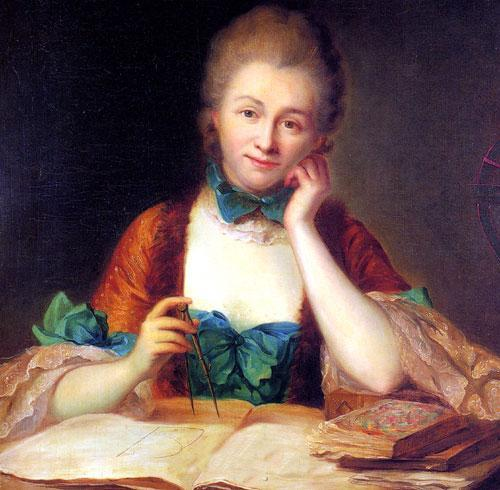
Émilie de Breteuil, matematiciană și fiziciană franceză
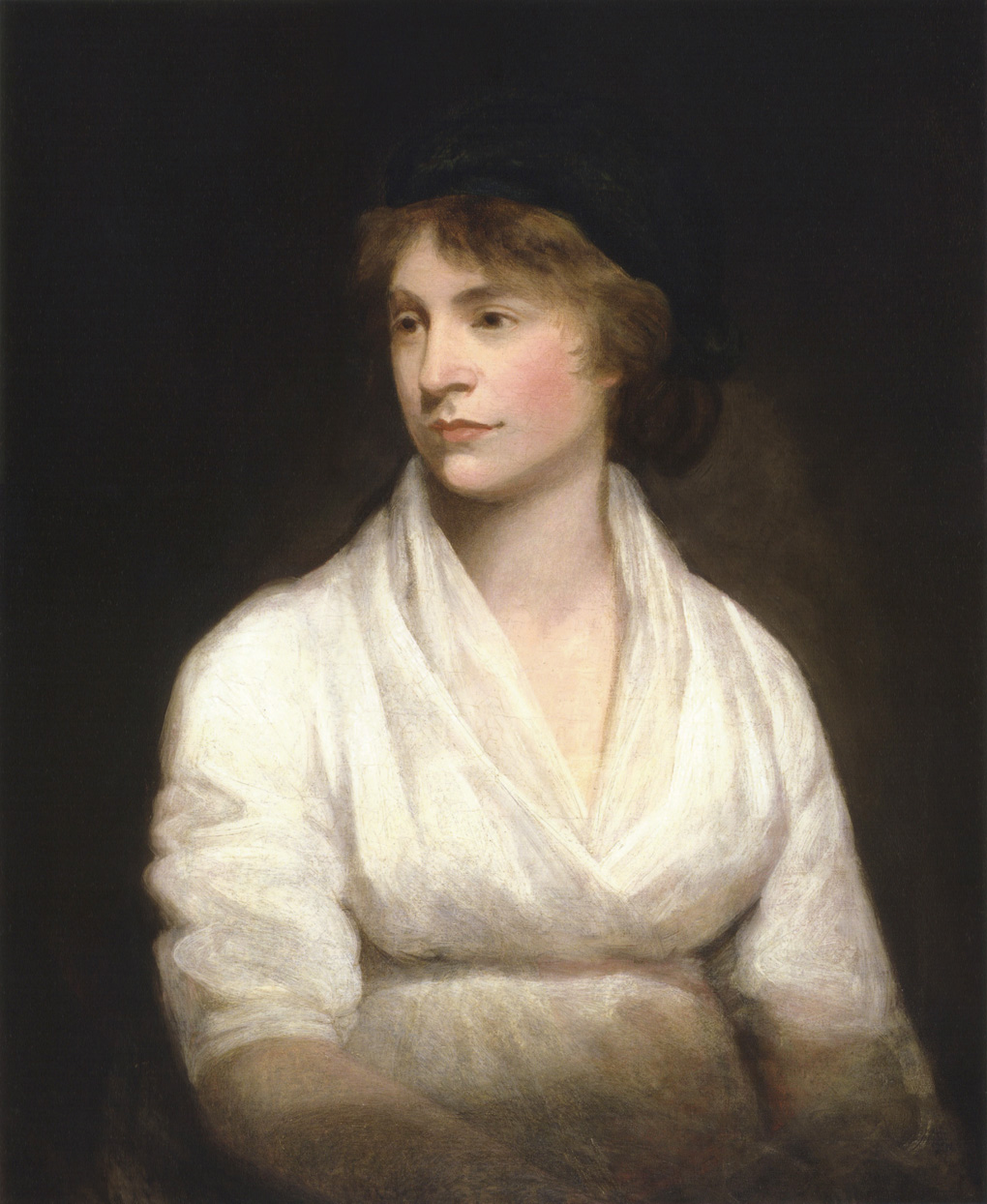
Mary Wollstonecraft, scriitoare britanică

- 1382: Ludovic I al Ungariei (n. 1326)
- 1419: Ioan de Burgundia (n. 1371)
- 1749: Émilie de Breteuil, matematiciană și fiziciană franceză (n. 1706)
- 1797: Mary Wollstonecraft, scriitoare britanică (n. 1759)
- 1872: Avram Iancu, conducător al revoluției de la 1848-1849 din Transilvania (n. 1824)
- 1889: Carol al III-lea, Prinț de Monaco (n. 1818)
- 1897: David Urs de Margina, ofițer în armata austriacă, baron, susținător al școlilor grănicerești din Transilvania (n. 1816)
- 1898: Elisabeta de Wittelsbach, împărăteasă a Austriei (n. 1837)
- 1918: Antal Acsay, scriitor, istoric și critic literar maghiar (n. 1861)
- 1948: Regele Ferdinand al Bulgariei (n. 1861)
- 1959: Ramón Fonst, scrimer cubanez (n. 1885)
- 1964: Aram Frenkian, filosof, filolog, traducător și eseist român (n. 1898)
- 1975: Sir George Paget Thomson, fizician britanic, laureat al Premiului Nobel pe 1937 (n.  1892)
- 1979: Ionel Băjescu-Oardă, compozitor și cântăreț; autor de romanțe (n. 1883)
- 1983: Felix Bloch, fizician elvețian, laureat Nobel (n. 1905)
- 1983: Victor Ciocâltea, șahist român (n. 1932)

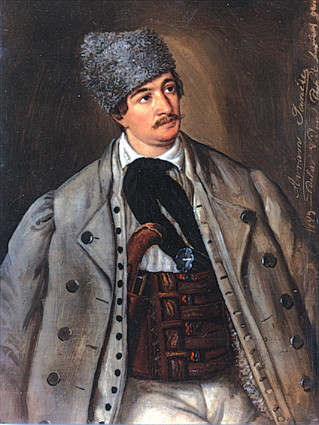
Avram Iancu, conducător al revoluției de la 1848-1849 din Transilvania
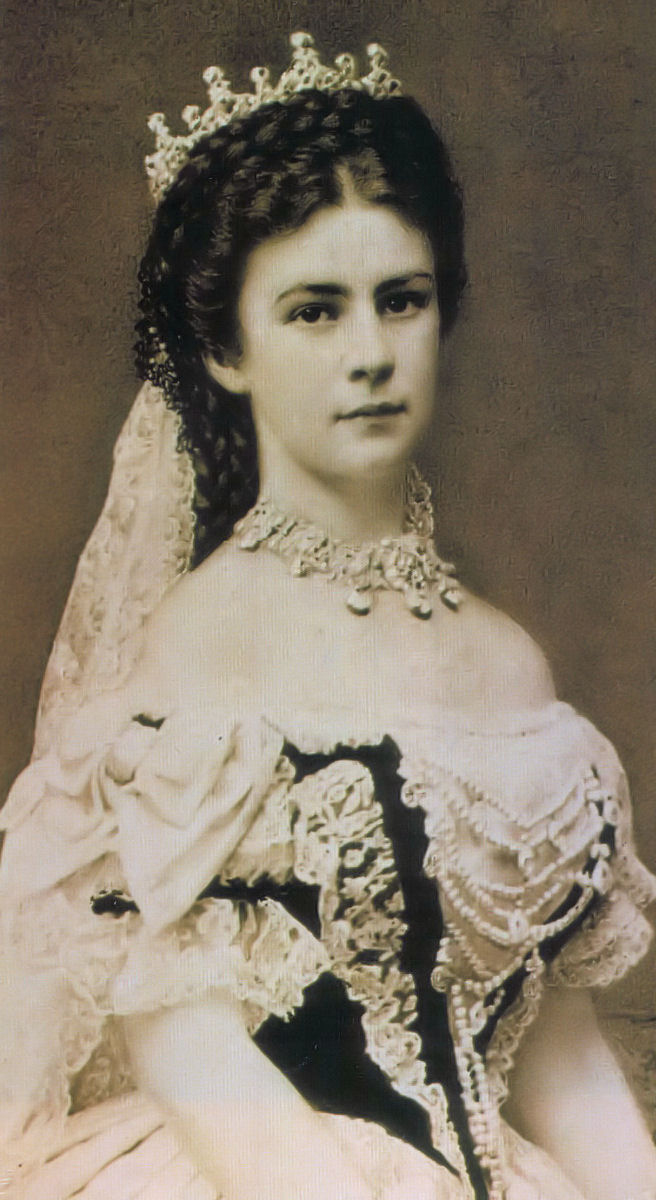
Elisabeta de Wittelsbach, împărăteasă a Austriei
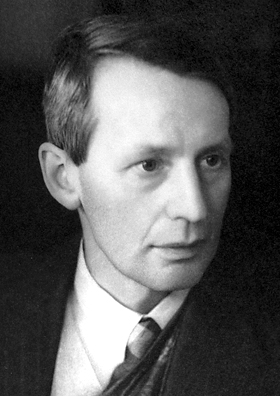
Sir George Paget Thomson, fizician britanic, laureat Nobel

- 1985: Jock Stein, jucător și antrenor scoțian de fotbal (n. 1922)
- 1999: Romulus Vulcănescu, etnolog, sociolog al culturii, folclorist; membru de onoare al Academiei Române (n. 1912)
- 1999: Alfredo Kraus, tenor spaniol (n. 1927)
- 2011: Cliff Robertson, actor american (n. 1925)
- 2015: Franco Interlenghi, actor italian (n. 1931)
- 2020: Diana Rigg, actriță engleză (n. 1938)

## Sărbători
- Sf. Mc. Minodora, Mitrodora și Nimfodora; Sf. Pulheria împărăteasa (calendar ortodox) [1]